# Barleriola saturejoides
Barleriola saturejoides là một loài thực vật có hoa trong họ Ô rô. Loài này được (Griseb.) M.Gómez mô tả khoa học đầu tiên năm 1894.